# Bretonvillers
Bretonvillers és un municipi francès situat al departament del Doubs i a la regió de Borgonya - Franc Comtat. L'any 2007 tenia 227 habitants.

## Demografia

### Població
El 2007 la població de fet de Bretonvillers era de 227 persones. Hi havia 100 famílies de les quals 36 eren unipersonals (16 homes vivint sols i 20 dones vivint soles), 40 parelles sense fills i 24 parelles amb fills.
La població ha evolucionat segons el següent gràfic:
Habitants censats

### Habitatges
El 2007 hi havia 164 habitatges, 105 eren l'habitatge principal de la família, 49 eren segones residències i 11 estaven desocupats. 132 eren cases i 30 eren apartaments. Dels 105 habitatges principals, 86 estaven ocupats pels seus propietaris, 16 estaven llogats i ocupats pels llogaters i 3 estaven cedits a títol gratuït; 4 tenien dues cambres, 11 en tenien tres, 13 en tenien quatre i 77 en tenien cinc o més. 93 habitatges disposaven pel capbaix d'una plaça de pàrquing. A 56 habitatges hi havia un automòbil i a 38 n'hi havia dos o més.

### Piràmide de població
La piràmide de població per edats i sexe el 2009 era:
| Homes | Edats   | Dones |
| ----- | ------- | ----- |
| 0     | 95 o +  | 0     |
| 4     | 90 a 94 | 0     |
| 4     | 85 a 89 | 0     |
| 4     | 80 a 84 | 0     |
| 0     | 75 a 79 | 4     |
| 4     | 70 a 74 | 12    |
| 12    | 65 a 69 | 20    |
| 12    | 60 a 64 | 4     |
| 4     | 55 a 59 | 12    |
| 0     | 50 a 54 | 12    |
| 16    | 45 a 49 | 0     |
| 8     | 40 a 44 | 12    |
| 12    | 35 a 39 | 8     |
| 4     | 30 a 34 | 0     |
| 0     | 25 a 29 | 8     |
| 4     | 20 a 24 | 0     |
| 36    | 15 a 19 | 16    |
| 20    | 10 a 14 | 0     |
| 12    | 5 a 9   | 12    |
| 8     | 0 a 4   | 4     |

## Economia
El 2007 la població en edat de treballar era de 120 persones, 81 eren actives i 39 eren inactives. De les 81 persones actives 80 estaven ocupades (48 homes i 32 dones) i 1 aturada (1 dona i 1 dona). De les 39 persones inactives 19 estaven jubilades, 8 estaven estudiant i 12 estaven classificades com a «altres inactius».

### Ingressos
El 2009 a Bretonvillers hi havia 103 unitats fiscals que integraven 240,5 persones, la mediana anual d'ingressos fiscals per persona era de 14.255 €.

### Activitats econòmiques
Dels 9 establiments que hi havia el 2007, 1 era d'una empresa de fabricació de material elèctric, 1 d'una empresa de fabricació d'altres productes industrials, 1 d'una empresa de construcció, 3 d'empreses de comerç i reparació d'automòbils, 2 d'empreses d'hostatgeria i restauració i 1 d'una empresa immobiliària.
Dels 2 establiments de servei als particulars que hi havia el 2009, 1 era un electricista i 1 restaurant.
L'únic establiment comercial que hi havia el 2009 era una botiga de menys de 120 m².
L'any 2000 a Bretonvillers hi havia 9 explotacions agrícoles.

## Poblacions més properes
El següent diagrama mostra les poblacions més properes.